# 坦唐日
坦唐日（法語：Tuntange，法語發音：[tœ̃tɑ̃ʒ]）是卢森堡西部的一个小镇，属于梅尔施县。 
坦唐日在2017年12月31日之前是一个独立的市镇。2018年1月1日，坦唐日与市镇阿泰尔河畔伯旺日合并为新市镇黑尔珀克纳普。

## 旧市镇
坦唐日旧市镇由以下村庄组成： 
- Ansembourg
- Bour
- Hollenfels
- Marienthal
- 坦唐日 (中心)
- Claushof (称地)
- Kalbacherhof (称地)
- Marienthalerhof (称地)